# Roger Tocotes
Sir Roger Tocotes of Bromham (* um 1430; † 1492) war ein englischer Ritter.

## Leben
Sir Roger gehörte zur einflussreichen Gesellschaft in Wiltshire und war 1463/64 und 1470/71 Sheriff in der Grafschaft.
Er wurde ab 1459 mit etlichen Aufträgen als Commissioner betraut und stand loyal zum Haus York, zu Eduard IV. und speziell zu dessen Bruder, George Plantagenet, 1. Duke of Clarence.
Während der Rosenkriege kämpfte Sir Roger 1460 bei der Schlacht von Towton und 1471 bei Barnet und Tewkesbury.
In Tewkesbury erhielt Roger Tocotes den Ritterschlag und wurde laut einigen Quelle zum Knight Banneret erhoben.
Sir Roger war ein wichtiger Verwalter, ein führender Offizieller und sogar ein Freund für George Plantagenet. Er agierte für den Duke of Clarence unter anderem als Steward in einigen Ländereien in Hampshire.
Als Clarence und Richard Neville, 16. Earl of Warwick 1469 offen gegen den König rebellierten, stand Sir Roger treu zu seinem Herrn und begleitete ihn 1470 ins Exil nach Frankreich.
Als 1471 George nach England zurückkehrt und seinem Bruder, König Eduard IV., die Treue schwört, war Sir Roger bei ihm.
Im Jahr 1475 wurde Sir Roger ins Council von George Plantagenet berufen.
Als Isabella Neville und ihr wenige Monate alter Sohn Richard 1476 starben, beschuldigte Clarence Roger Tocotes und zwei Bedienstete, Ankarette Twynho und John Thursby, des Gilftmordes.
Sir Roger wurde von Clarence angeklagt, konnte aber fliehen. Die beiden anderen wurden im April 1477 hingerichtet.
Nach dem Tod von George Plantagenet 1478 blieb Sir Roger König Eduard IV. treu. 
Als Richard III. 1483 den Thron an sich riss, gehörte Sir Roger zu den Führern unter Henry Stafford, 2. Duke of Buckingham, die gegen Richard rebellierten. 
Richard belegte hierauf Sir Roger mit einer Bill of Attainder, gewährte aber kurz darauf Pardon.
Am 22. August 1485 kämpfte Sir Roger bei Bosworth gegen König Richard III. 
Unter dem siegreichen Heinrich VII. wurde Sir Roger 1485 erneut zum Sheriff of Wiltshire, zum Knight of the Kings Body und ab 1489 zum Comptroller of the Household ernannt.
Sir Roger Tocotes starb 1492 und hat seine letzte Ruhestätte in der St. Nicholas Church, Bromham.

## Ehe und Nachkommen
Sir Roger Tocotes war verheiratet mit Isabel Braybrooke, Witwe des Sir William Beauchamp († 1457).